# Salgrunden
Salgrunden är öar i Finland. De ligger i Finska viken och i kommunen Kyrkslätt i landskapet Nyland, i den södra delen av landet. Öarna ligger omkring 31 kilometer sydväst om Helsingfors.
Arean för den av öarna koordinaterna pekar på är 1,4 hektar och dess största längd är 170 meter i öst-västlig riktning. Närmaste större samhälle är Kyrkslätt, 17,7 km norr om Salgrunden.